# 2,2’-Бипиридин
2,2'-бипиридин — органическое вещество, один из изомеров бипиридинов.

## Физические и химические свойства
2,2'-бипиридин представляет собой белое кристаллическое вещество, растворимое в органических растворителях и слабо растворимое в воде (5,5 г в 100 г воды).
Существуют цис- и транс-конформации 2,2'-бипиридина. В хелатных комплексах 2,2'-бипиридин находится в цис-конформации, но в свободном виде более стабильной является транс-конформация:
В то же время, монопротонированный 2,2'-бипиридин стабилен в цис-конформации:

## Получение
Исторически 2,2'-бипиридин был получен декарбоксилированием солей пиколиновой кислоты. В настоящее время 2,2'-бипиридин получают дегидрированием пиридина на никеле Ренея.

## Применение
2,2'-бипиридин является типичным хелатирующим гетероциклическим N-донорным лигандом. Образует комплексы с многими переходными металлами